# Politische Krise 1881 in Japan

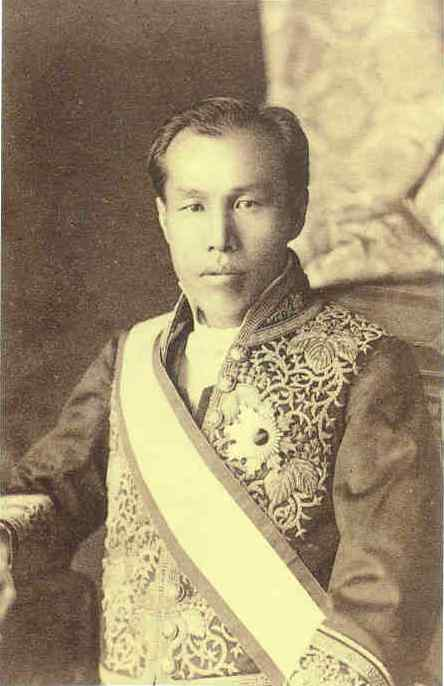
Ōkuma Shigenobu

Die Politische Krise 1881 in Japan (japanisch 明治十四年の政変, Meiji jūyonnen no seihen), die mit dem Ausschluss von Ōkuma Shigenobu begann, führte zu einer neuen Solidarität zwischen den Vertretern der früheren Domänen Satsuma und Chōshū und zum Versprechen einer Verfassung innerhalb der nächsten zehn Jahre.

## Hintergrund und Verlauf
Nach der Meiji-Restauration 1868 und Abschaffung des Shogunats übernahmen die Vertreter der siegreichen Provinzen die Regierung. Im Mai 1878 wurde Innenminister Ōkubo Toshimichi von einer Gruppe von Samurai ermordet, die gegen seine Modernisierungspolitik und seine Machtkonzentration waren. Ōkubo stammt aus der Provinz Satsuma, der heutigen Präfektur Kagoshima, hatte aber den aus der Provinz Chōshū – heute Präfektur Yamaguchi – stammenden Itō Hirobumi gefördert. Itō folgte ihm nun als Innenminister. Aber da Finanzminister Ōkuma aus der Provinz Hizen über eine starke Anhängerschaft verfügte, kam es zu einer zu einem Streit zwischen beiden Flügeln.
Der Streit um die Führerschaft konnte nicht ungelöst bleiben. Auf der ökonomischen Seite waren zur Zeit der Satsuma-Rebellion große Mengen an Papiergeld ausgegeben worden, die eine starke Inflation nach sich zogen und das Einkommen der Regierung praktisch halbierten. Zudem wuchs die „Bewegung für Freiheit und Volksrechte“ (自由民権運動, Jiyū minken undō) in den 1880er Jahren. So kamen große Delegationen nach Tōkyō, die eine Verfassung mit Bildung eines gewählten Parlaments forderten.
Ōkuma hatte 1880 die konservativen Mitglieder der Regierung brüskiert, als er eine Anleihe von 50 Millionen Yen im Ausland für die Ablösung des Papiergeldes vorschlug. Dann legte Ōkuma im März 1881 eine Denkschrift für einen baldigen Entwurf einer Verfassung nach englischem Muster vor, die die übrigen Regierungsmitglieder irritierte. Schließlich weigerte Ōkuma sich, den Vorschlag eines Satsuma-Mitglieds anzunehmen, die Regierungsanteile für die Entwicklung Hokkaidōs an ein Konsortium von Geschäftsleuten aus Satsuma und Chōshū zu verkaufen.
Angesichts dieser Haltung Ōkumas trafen sich die Regierungsmitglieder im August 1881 und beschlossen, ihn und seine Anhänger aus der Regierung auszuschließen. Ōkuma trat im Oktober zurück, zusammen mit seinen Anhängern, freiwillig oder gezwungen.
Die Satsuma- und Chōshū-Regierungsmitglieder kündigten nun ihrerseits eine Verfassung, genehmigt durch den Tennō,  in der nächsten Dekade an. Sie beschlossen, Itō solle einen Vorschlag zur  Verfassung formulieren, und zwar auf Grundlage der preußischen, und nicht der englischen. Zur selben Zeit wurde Matsukata Masayoshi als Finanzminister eingesetzt. Matsukata verfolgte einen Plan der strikten Reduzierung der Ausgaben, verbunden mit einer Deflation und einer Finanzkontrolle durch die neugeschaffene Bank of Japan. Das führte zu den „Gekka jiken“ (激化事件), zu „mit Gewalt ausgetragenen Zwischenfällen“, so zu dem Chichibu-Zwischenfall, in denen die Bauern der Kantō-Gegend, angeführt von Anhängern der Bewegung für Freiheit und Menschenrechte, die gegen die konservative Regierung rebellierten.
Ōkuma und seine Anhänger übernahmen Ideen der Volksfront-Bewegung und gründeten Anfang 1882 eine eigene Partei, die Rikken Kaishintō. Mit der rivalisierenden Liberalen Partei gehörte sie zu den beiden Parteien, die eine Entwicklung in Richtung parlamentarische Demokratie forderten. Die beiden Parteien gewannen auch in der Regierung immer mehr Anhänger, so dass schließlich 1889 die Verfassung in Kraft trat. Ōkuma konnte seine Arbeit in der Regierung wieder aufnehmen, von 1888 bis 1898 als Außenminister, 1898 als Premierminister und noch einmal als Premier von 1814 bis 1916.